# Dias Perdidos
Dias Perdidos é um romance do autor mineiro Lúcio Cardoso, publicado em 1943.
Esta obra é considerada pelos críticos um romance autobiográfico. O seu tema central é a melancolia

## Enredo
Conta a história de Clara e de seu filho Sílvio. Clara é abandonada por seu marido Jaques assim que Sílvio nasce, mas nunca se conforma, "passeando de um lado para outro, rememorando sem descanso uma vida carregada de secretas culpas." Como consequência deixa o filho ser criado pela empregada Áurea. Sílvio cresce sem saber quem foi o pai, mas este um dia reaparece e Clara deixa-o assumir o posto de marido e autoridade paterna. Mas Jaques, adoecido por causa de uma vida supostamente dissoluta fora do lar, morre em pouco tempo. Já Sílvio se casa com uma moça de cidade grande e de moral duvidosa - Diana - que acaba por traí-lo. Nesse ínterim, Clara desenvolve um câncer e morre, não sem antes descobrir que apesar de "uma vida carregada de secretas culpas", de dias perdidos, basta sentirmos a graça de Deus para atingirmos a serenidade. Separado de Diana, o desiludido Sílvio chega a uma conclusão parecida no final da história. Arrependido de ter feito da esposa um "ídolo" acima de Deus, Sílvio embarca para o Rio de Janeiro carregando dentro de si a serenidade daqueles que sabem que Deus, como uma estrela "longe, alta, solene, brilhando azul no imenso silêncio da noite", tudo olha e tudo redime.